# Pantophthalmidae
Ruồi gỗ (Danh pháp khoa học: Pantophthalmidae) là họ ruồi sống tại khu vực Trung và Nam Mỹ, dọc theo khu vực từ Mexico đến Brazil và Paraguay. Tên ruồi gỗ được đặt theo tập quán sinh trưởng. 

## Đặc trưng
Ruồi gỗ cái đẻ trứng trên thân cây chết, những con ấu trùng nở ra tự đào khoan lỗ để sinh sống và phát triển bên trong. Để làm được như vậy, hàm dưới của chúng sớm phát triển mạnh. Trong nhiều tháng liền, thức ăn chủ yếu của chúng là nhựa cây lên men ở lõi cây mục nát. Gỗ không chứa nhiều chất dinh dưỡng, nên chúng cần phải ăn rất nhiều trong một thời gian dài để phát triển. Và cuối cùng khi trưởng thành, chúng thực sự là những người khổng lồ.
Những con trưởng thành chỉ sống một vài tuần lễ, gần như không ăn, cơ miệng kém phát triển, sống ẩn dật và ít di chuyển. Chúng sống chủ yếu chỉ tìm bạn đời và đẻ trứng. Nhìn chung, những con ruồi gỗ có kích thước đáng sợ như vậy nhưng khá nhút nhát và vô hại. Đầu ruồi gỗ Opetiops alienus cái có một bộ phận dài và nhọn nhô ra như một mũi chích lớn, thực chất đây chỉ là ống trứng của chúng.